# Lew Grade
Lew Grade, OStJ • KC*SS (25 de dezembro de 1906 - 13 de dezembro de 1998) foi um empresário britânico nascido na Ucrânia.

## Biografia
Louis Winogradsky, originalmente um dançarino e, mais tarde, um agente de talentos, demonstrou interesse pela televisão no começou de 1954, quando, em parceria, celebrou com êxito as franquias na recém-criada rede ITV, o que levou à criação da Associated Television (ATV). Tendo trabalhado por um tempo nos Estados Unidos, ele esteve ciente do potencial de venda de programas de televisão para redes americanas, e uma subsidiária, Incorporated Television Company (ITC, conhecida como ITC Entertainment) foi formada com esse objetivo específico em mente. Grade teve algum sucesso neste campo com uma variedade de series com marionetes como Thunderbirds, The Prisoner de Patrick McGoohan, e os The Muppet Show de Jim Henson. Mais tarde, ele investiu na produção cinematográfica, mas os fracassos de bilheteria o fizeram perder o controle da ITC e, em última instância, resultou na desestabilização da ATV depois de perder sua franquia na ITV.